# Autoroute A 29
Die Autoroute A 29 ist eine französische Autobahn mit Beginn in Beuzeville und Ende in Saint-Quentin. Über einige Talbrücken wird sie mit nur je einer Fahrspur pro Fahrtrichtung geführt. Sie ersetzt die N 29 und ist auf einem Abschnitt Teil des Grand contournement de Paris. Sie hat eine Länge von 236 km (ohne Gleichverlauf mit anderen Autobahnen).

## Geschichte
- 20. Oktober 1994: Eröffnung Bretelle de Dury (A 16 – Abfahrt 33)
- 26. Januar 1995: Eröffnung Route Industrielle – Rogerville (N 1029 – A 131)
- 24. Mai 1996: Eröffnung Épretot – Yerville (A 131 – Abfahrt 9)
- 26. April 1998: Eröffnung Dury – Cagny (Abfahrt 31 – 33)
- 10. Juni 1998: Eröffnung Cagny – Boves (Abfahrt 33 – 34)
- 10. Dezember 1998: Eröffnung Quetteville – Honfleur (A 13 – N 1029)
- 10. Dezember 1998: Eröffnung Yerville – Cottévrard (Abfahrt 9 – A 28)
- 28. Juni 2001: Eröffnung Boves – Saint-Quentin (Abfahrt 34 – A 26)
- 13. Januar 2005: Eröffnung Saint-Germain-sur-Eaulne – Amiens-ouest (A 28 – A 16)

## Größere Städte an der Autobahn
- Saint-Quentin
- Amiens
- Yvetot
- Le Havre